# Flash Art
Flash Art è una rivista d'arte contemporanea e casa editrice italiana e internazionale. Fondata nel 1967 da Giancarlo Politi, è considerata una delle riviste di riferimento globale per l’arte. Originalmente pubblicata in versione bilingue, italiano e inglese, dal 1978 è pubblicata in due edizioni distinte Flash Art Italia (italiano) e Flash Art International (inglese), oltre all’edizione ceca e slovacca. La rivista nei suoi 54 anni di storia ha registrato l’evoluzione del sistema, della storia della critica d’arte, così come i cambiamenti geopolitici, artistici, e più in generale la cultura visuale. Da settembre 2020 la rivista è pubblicata nelle rispettive edizioni quattro volte l’anno. Flash Art è un sismografo attivo della contemporaneità, diretto da Gea Politi, che ne è anche l’editore con Cristiano Seganfreddo.

## Storia
Fondata nel 1967 da Giancarlo Politi – con sede a Roma fino al 1970 trasferita poi a Milano – attraverso le sue copertine diventa da subito una delle pubblicazioni più riconoscibili e più lette nel suo genere. Nel 1973 viene istituita la Giancarlo Politi Editore, che inizia a pubblicare Art Diary, un riferimento per il sistema dell’arte con indirizzi e contatti di istituzioni, musei, gallerie, critici d’arte e artisti. Nel 1978 la rivista viene pubblicata in due edizioni separate (italiano e inglese) dirette da Politi assieme ad Helena Kontova – con edizioni speciali anche in francese, tedesco, spagnolo, polacco, russo e ceco. Nel 1993 nasce il Trevi Flash Art Museum, che ospiterà mostre di importanti rassegne internazionali tra cui “Prima Linea” (1993). Kontova dirige la sezione “Aperto ’93” alla Biennale di Venezia dello stesso anno e nel 2003, insieme alla rivista, fonda la Biennale di Praga. Dal 2015 Gea Politi è editore e direttore di Flash Art. Dal 2019 insieme a Cristiano Seganfreddo sono editori della rivista, distribuita in 87 paesi, e della casa editrice che produce cataloghi, saggi, libri d’artista ed edizioni, con oltre 300 titoli. Flash Art dal 2019 lavora su progetti di comunicazione ad hoc per la cultura contemporanea, collaborando con istituzioni d’arte, gallerie e brand di moda insieme al suo partner Agenzia del Contemporaneo.

## Collaboratori
Flash Art è stata la prima rivista a pubblicare le opere o a dedicare la copertina ad artisti come Giuseppe Veneziano, Marina Abramović, Vito Acconci, Matthew Barney, Vanessa Beecroft, Cecily Brown, Maurizio Cattelan, Francesco Clemente, Martin Creed, John Currin, Rineke Dijkstra, Peter Halley, Eberhard Havekost, Damien Hirst, Pierre Huyghe, Jeff Koons, Sherrie Levine, Sol LeWitt, Robert Longo, Paul McCarthy, Mariko Mori, Maurizio Nannucci, Shirin Neshat, Gabriel Orozco, Charles Ray, Pipilotti Rist, Matthew Ritchie, Anri Sala, David Salle, Thomas Scheibitz, Julian Schnabel, Rudolf Stingel, Francesco Vezzoli, Gian Carlo Riccardi.
Nel corso della sua storia la rivista ha avuto come collaboratori critici e curatori di fama internazionale fra cui Germano Celant, Achille Bonito Oliva, Rosalind Krauss, Francesca Alinovi, Francesco Bonami, Harald Szeemann, Nicolas Bourriaud, Dan Cameron, Hans Ulrich Obrist, Benjamin Weil e Massimiliano Gioni. Oggi ha una rete di oltre duecento collaboratori fra scrittori, Ph. D. e curatori riconosciuti globalmente dal sistema, come Andrea Bellini, Kenneth Goldsmith, Carolyn Christov-Bakargiev, Quinn Latimer, Pierre Bal-Blanc, Marina Fokidis, Vincenzo Estremo, Chus Martinez.